# Oosterzele
Oosterzele is een plaats en gemeente in de Belgische provincie Oost-Vlaanderen. De gemeente telt iets meer dan 14.000 inwoners, die Oosterzelenaars worden genoemd.

## Geschiedenis
De oudste vermelding van Oosterzele is van eind 9e eeuw, als Ostresela. In 1042 was sprake van Ostresele. Het zou betrekking hebben op een voornaam huis (sala) dat in het oosten lag.
In 1230 werd Oosterzele verheven tot zelfstandige parochie. In de 13e eeuw werd het onderdeel van het Land van Rode.

## Kernen
Oosterzele bestaat uit zes deelgemeenten. Geografisch en volgens grootte kunnen er twee groepen onderscheiden worden. In het noorden de kleinere deelgemeenten Gijzenzele, Landskouter en Moortsele, in het zuiden het grotere Balegem, Scheldewindeke en Oosterzele. Verder zijn er nog een relatief groot aantal gehuchten/woonkernen verspreid over de gemeente. In alfabetische volgorde zijn dit Anker, Heet, Houw, Kalle, Langemunte, Meerstraat, Smissenbroek, Steenberg en Walzegem.
De gemeente ligt langs de spoorlijn Geraardsbergen-Zottegem-Gent. Vier kernen hebben daardoor de beschikking over een station. Van noord naar zuid zijn dit Landskouter, Moortsele, Scheldewindeke en Balegem (2 stations: Balegem-Dorp en Balegem-Zuid).

### Deelgemeenten
|   | Naam                 | Opp. (km²) | Inwoners (2020) | Inwoners per km² | NIS-code |
| - | -------------------- | ---------- | --------------- | ---------------- | -------- |
| 1 | Oosterzele (I)       | 11,86      | 3.416           | 288              | 44052A   |
| 2 | Balegem (II)         | 12,09      | 3.675           | 304              | 44052B   |
| 3 | Scheldewindeke (III) | 12,02      | 3.757           | 313              | 44052C   |
| 4 | Moortsele (IV)       | 3,68       | 1.151           | 313              | 44052D   |
| 5 | Landskouter (V)      | 1,99       | 733             | 369              | 44052E   |
| 6 | Gijzenzele (VI)      | 1,93       | 953             | 493              | 44052F   |

De gemeente Oosterzele grenst aan volgende gemeenten en deelgemeenten:
| - a. Wetteren - b. Westrem (Wetteren) - c. Bavegem (Sint-Lievens-Houtem) - d. Letterhoutem (Sint-Lievens-Houtem) - e. Sint-Lievens-Houtem - f. Elene (Zottegem) - g. Velzeke-Ruddershove (Zottegem) | - h. Dikkelvenne (Gavere) - i. Baaigem (Gavere) - j. Munte (Merelbeke) - k. Bottelare (Merelbeke) - l. Lemberge (Merelbeke) - m. Gontrode (Melle) - n. Melle |

## Bezienswaardigheden

### Erfgoed
- De Sint-Gangulfuskerk
- De Sint-Ansgariuskerk in de buurtschap Anker
- De Sint-Rochuskapel
- De Onze-Lieve-Vrouwekapel
- Bunker A33
- Het Klooster Tota Pulchra
- Het Kasteel Smissenbroeck
- De Roosbloemmolen

#### In overige deelgemeenten
- De Klepmolen in Balegem
- De Windekemolen in Balegem
- De Guillotinemolen in Balegem
- De Watermolen van Balegem
- Stokerij Van Damme in Balegem, de enige overgebleven landbouwstokerij van de Benelux
- De Watermolen van Moortsele
- Het Blauw Kasteel in Scheldewindeke
- De Lange Munte in Scheldewindeke
- De Molenbunker

## Natuur en landschap
Oosterzele ligt in zandig en zandlemig Vlaanderen. De hoogte varieert van 19-63 meter. Het hoogste punt bevindt zich bij de Betsberg. Het landschap is golvend. Enkele verlaten putten, waaruit vroeger Ledesteen werd gewonnen, zijn nog aanwezig.
Belangrijke natuurgebieden zijn:
- Betsbergebos
- Gootbos
- Ettingebos
- Spiegeldriesbos (Munkbos)
- Hoekske Ter Hulst

### In overige deelgemeenten
- Drooghout met Kerkesbeek-Molenbeekvallei in Moortsele
- Aelmoeseneiebos nabij Landskouter

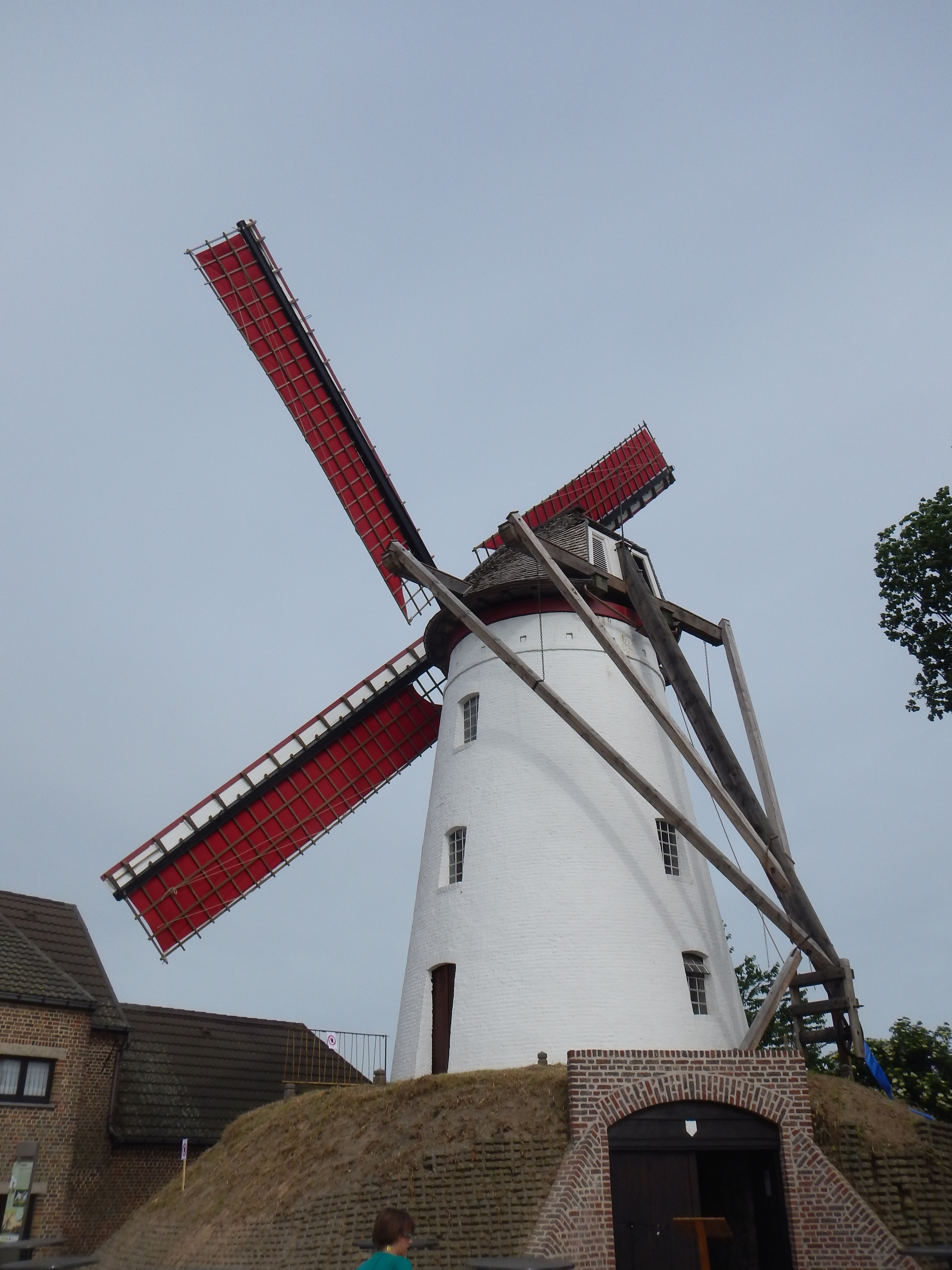
Klepmolen
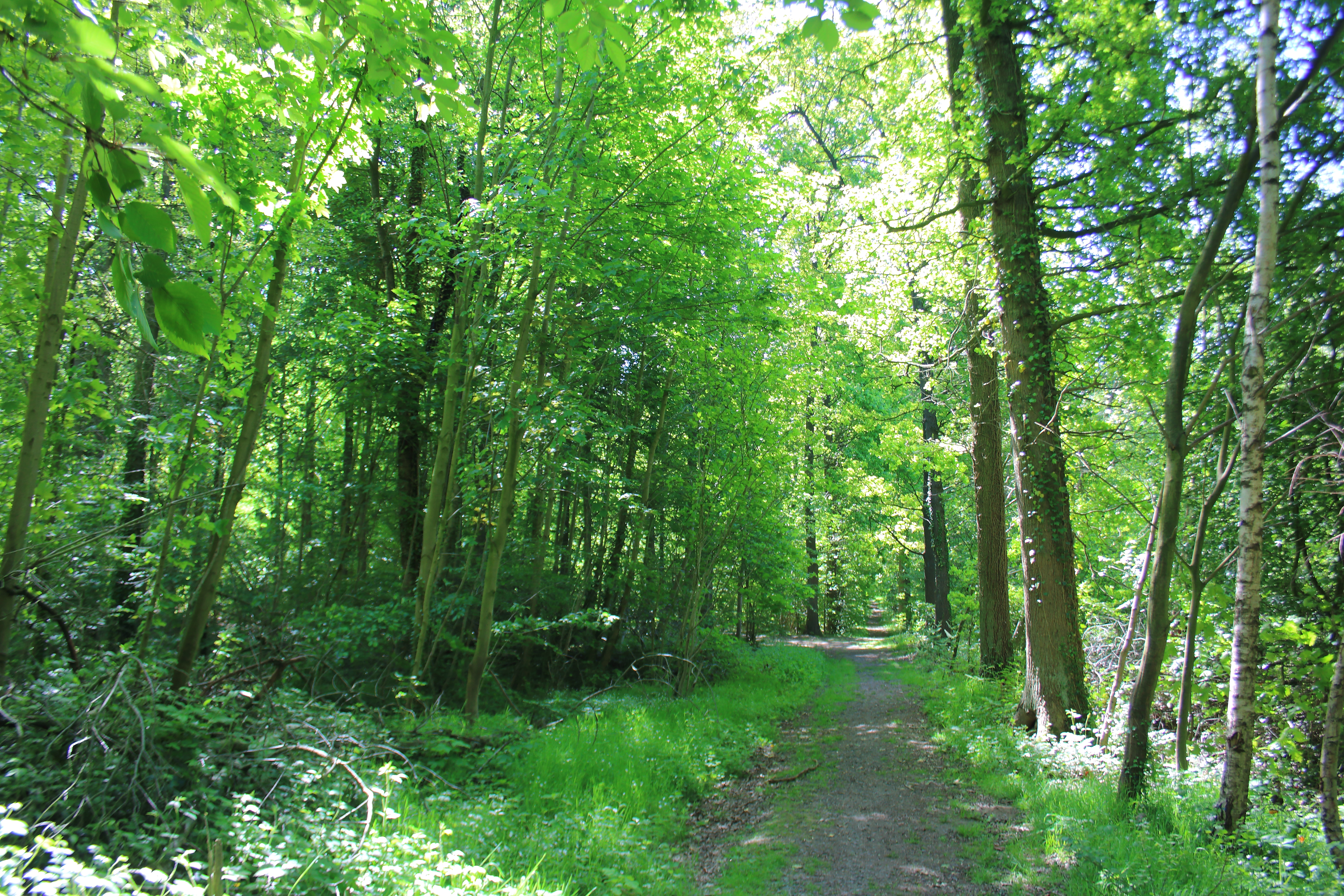
Aelmoeseneiebos
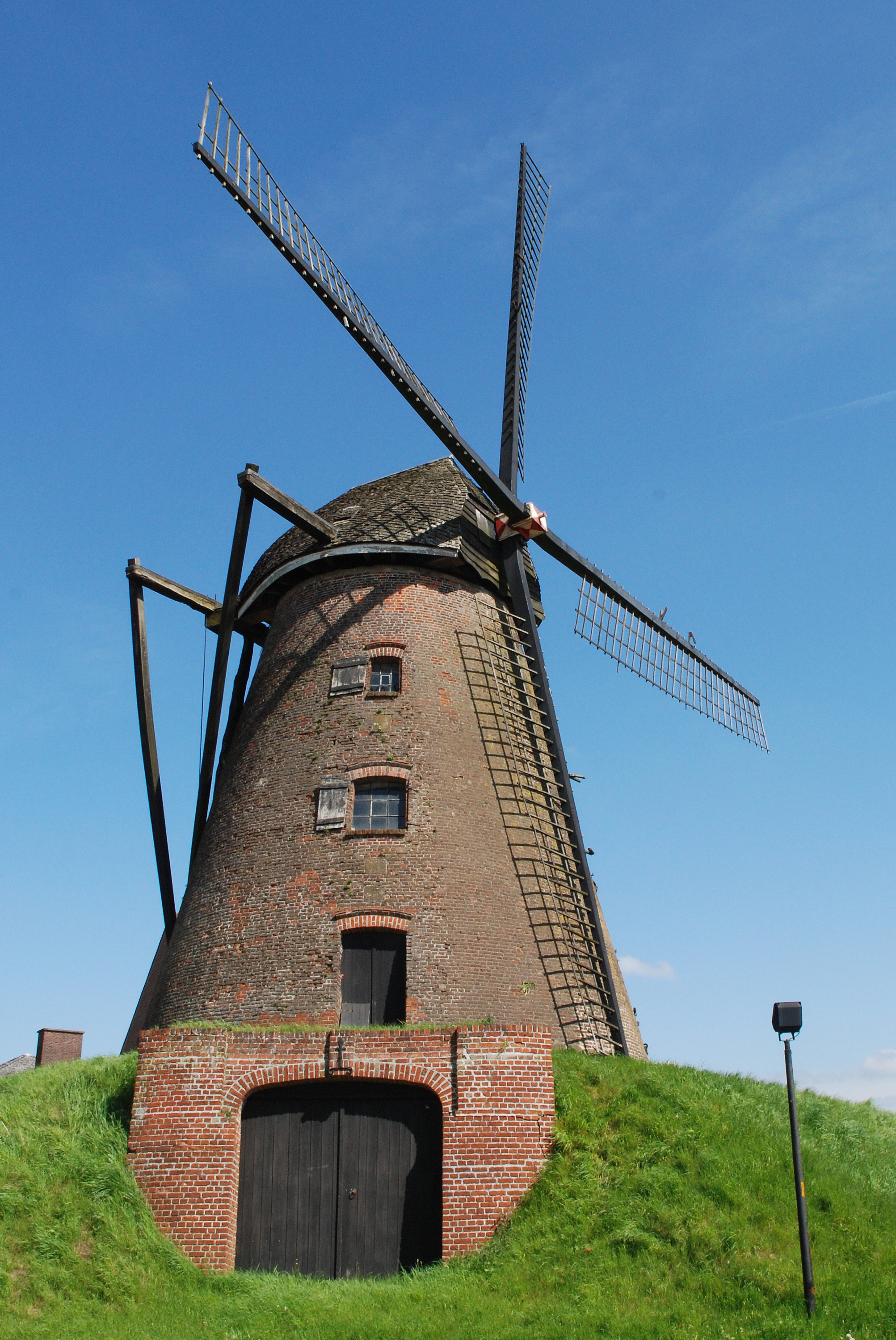
Guillotinemolen
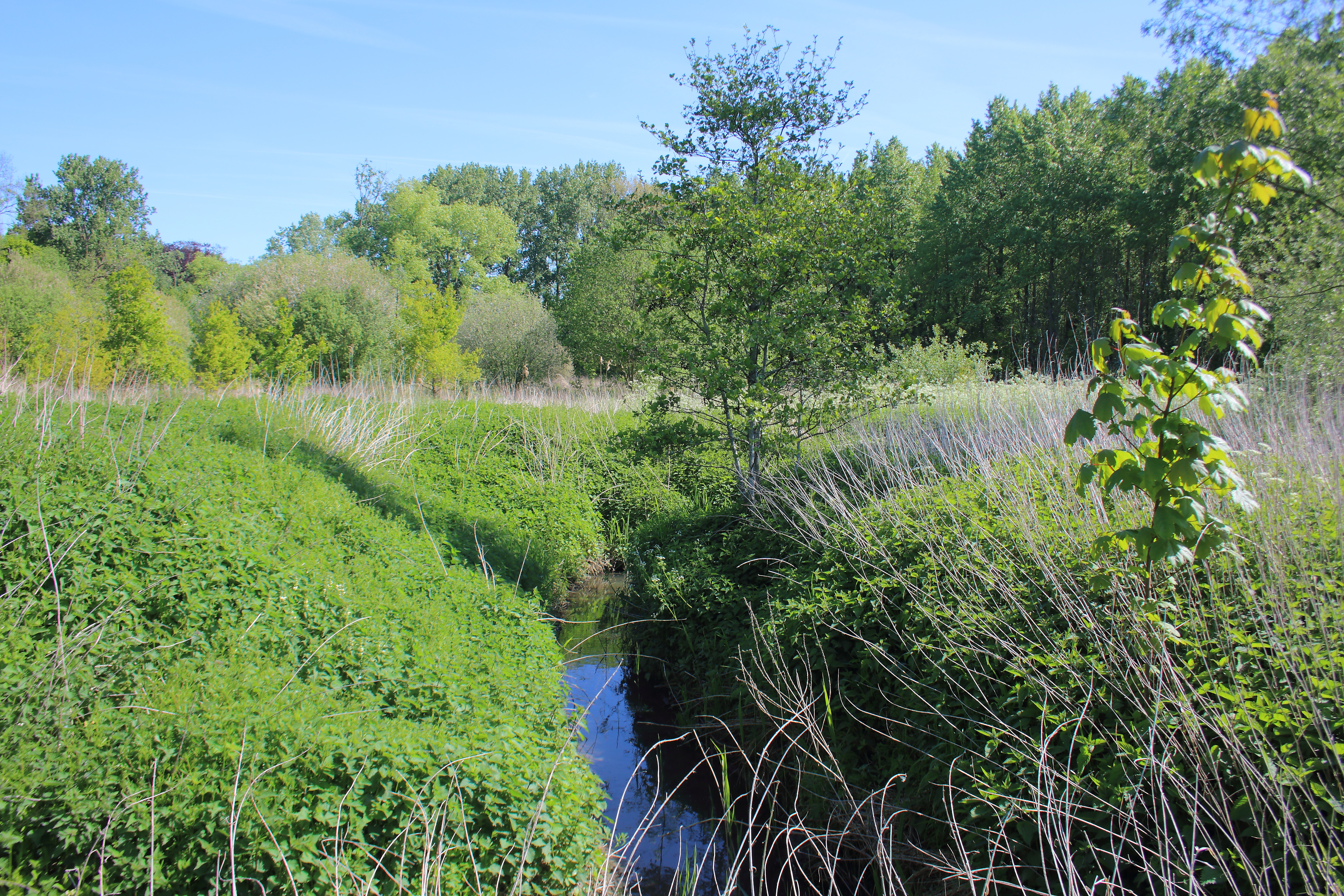
Drooghout met Kerkesbeek-Molenbeekvallei
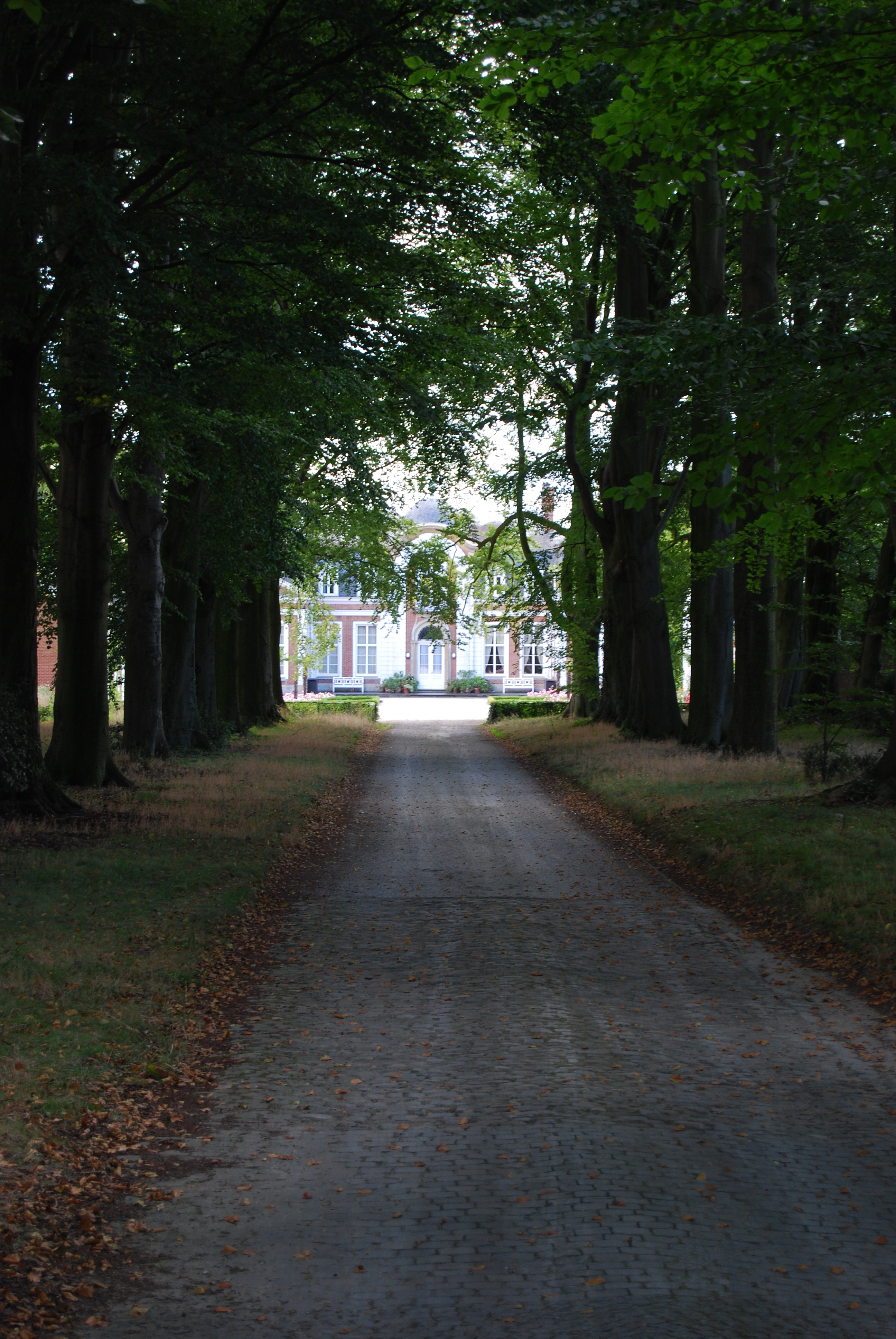
Kasteel Smissenbroeck
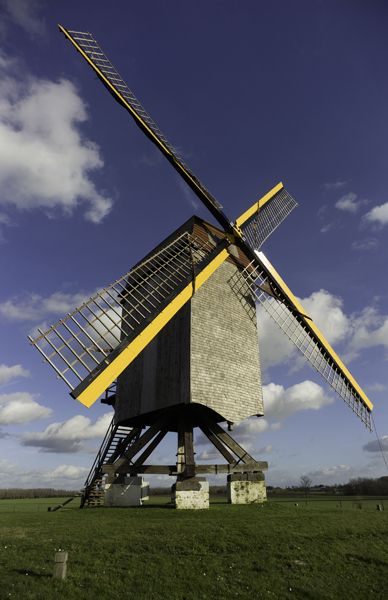
Windekemolen
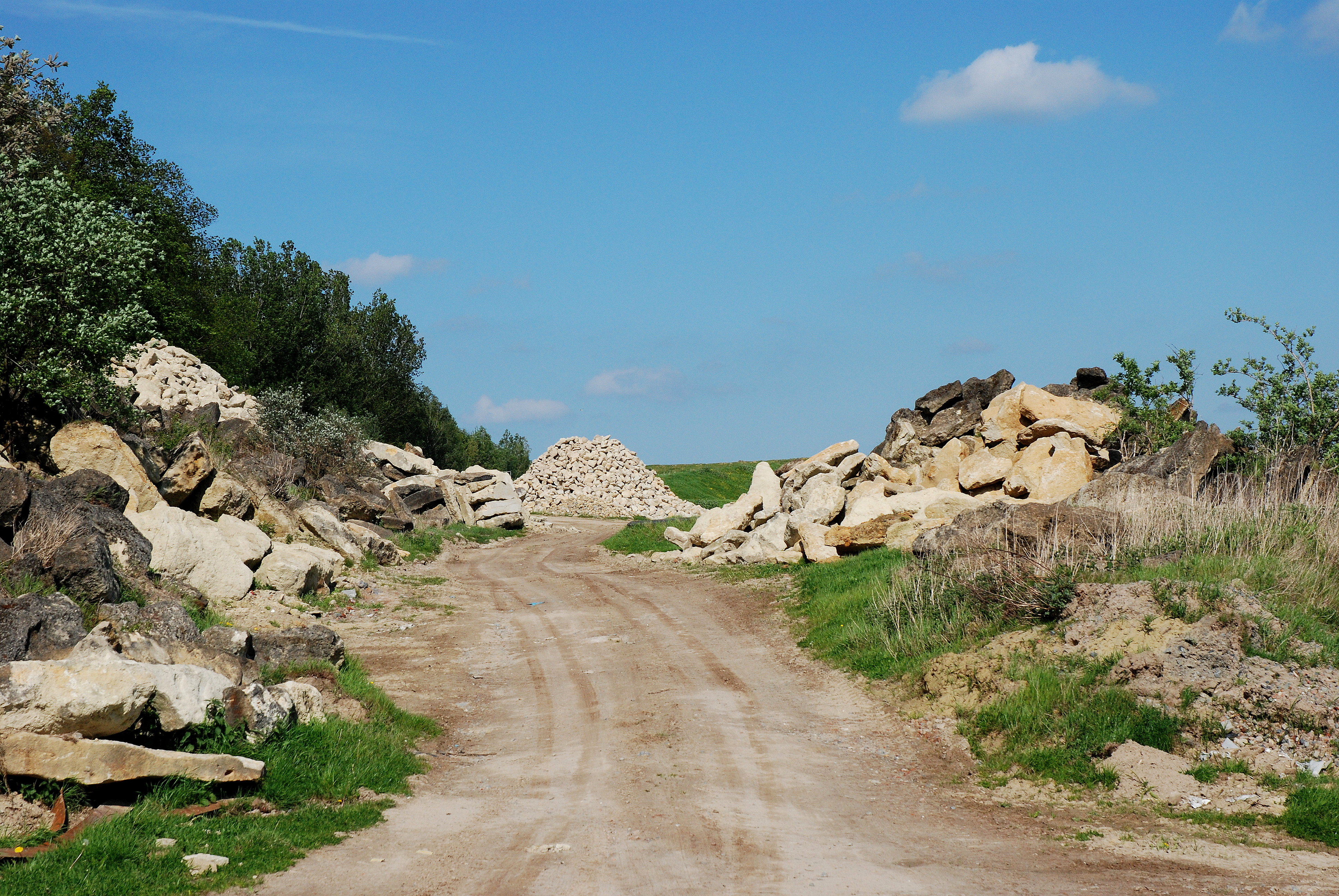
Balegemse steen

## Demografie

### Demografische evolutie voor de fusie
- Bron:NIS - Opm:1831 t/m 1970=volkstellingen op 31 december; 1976= inwonertal per 31 december

### Demografische ontwikkeling van de fusiegemeente
Alle historische gegevens hebben betrekking op de huidige gemeente, inclusief deelgemeenten, zoals ontstaan na de fusie van 1 januari 1977.
- Bronnen:NIS, Opm:1831 tot en met 1981=volkstellingen; 1990 en later= inwonertal op 1 januari

| Inwoners van jaar tot jaar op 1 januari 1992 tot heden | Inwoners van jaar tot jaar op 1 januari 1992 tot heden | Inwoners van jaar tot jaar op 1 januari 1992 tot heden |
| jaar                                                   | Aantal                                                 | Evolutie: 1992=index 100                               |
| ------------------------------------------------------ | ------------------------------------------------------ | ------------------------------------------------------ |
| 1992                                                   | 12.656                                                 | 100,0                                                  |
| 1993                                                   | 12.824                                                 | 101,3                                                  |
| 1994                                                   | 12.921                                                 | 102,1                                                  |
| 1995                                                   | 12.987                                                 | 102,6                                                  |
| 1996                                                   | 13.096                                                 | 103,5                                                  |
| 1997                                                   | 13.153                                                 | 103,9                                                  |
| 1998                                                   | 13.148                                                 | 104,0                                                  |
| 1999                                                   | 13.156                                                 | 104,0                                                  |
| 2000                                                   | 13.204                                                 | 104,3                                                  |
| 2001                                                   | 13.231                                                 | 104,5                                                  |
| 2002                                                   | 13.287                                                 | 105,0                                                  |
| 2003                                                   | 13.243                                                 | 104,6                                                  |
| 2004                                                   | 13.155                                                 | 103,9                                                  |
| 2005                                                   | 13.237                                                 | 104,6                                                  |
| 2006                                                   | 13.172                                                 | 104,1                                                  |
| 2007                                                   | 13.194                                                 | 104,3                                                  |
| 2008                                                   | 13.236                                                 | 104,6                                                  |
| 2009                                                   | 13.269                                                 | 104,8                                                  |
| 2010                                                   | 13.334                                                 | 105,4                                                  |
| 2011                                                   | 13.353                                                 | 105,5                                                  |
| 2012                                                   | 13.420                                                 | 106,0                                                  |
| 2013                                                   | 13.458                                                 | 106,3                                                  |
| 2014                                                   | 13.489                                                 | 106,6                                                  |
| 2015                                                   | 13.531                                                 | 106,9                                                  |
| 2016                                                   | 13.545                                                 | 107,0                                                  |
| 2017                                                   | 13.504                                                 | 106,7                                                  |
| 2018                                                   | 13.546                                                 | 107,0                                                  |
| 2019                                                   | 13.590                                                 | 107,4                                                  |
| 2020                                                   | 13.689                                                 | 108,2                                                  |
| 2021                                                   | 13.740                                                 | 109,6                                                  |
| 2022                                                   | 13.840                                                 | 109,4                                                  |
| 2023                                                   | 14.024                                                 | 110,8                                                  |
| 2024                                                   | 14.062                                                 | 111,1                                                  |
| 2025                                                   | 14.088                                                 | 111,1                                                  |

## Politiek
Burgemeesters van Oosterzele waren:
- ?-1960 : Georges Bouckaert
- 1960-1976 : Lucien Van Hecke (CVP)
- 1976-1989 : Marcel Pien (GBO, Open Vld plus)
- 1989-1999 : Johan Van Hecke (CVP)
- 1999-2000 : Luc Verbanck (SVVO, Open Vld plus)
- 2001-2024 : Johan Van Durme (CVP, CD&V)
- 2024-heden : Orville Cottenie (#pro9860)

#### 2013-2018
Burgemeester is Johan Van Durme van de CD&V-N-VA. Dit kartel heeft de meerderheid met 14 op 23 zetels.

#### 2019-2024
De vorige meerderheid (coalitie) werd met dezelfde burgemeester voortgezet, maar nu met slechts 12 op 23 zetels.

#### 2024-2030
De absolute meerderheid van de christendemocraten (die met de N-VA opkwamen onder ZorgSaam) werd gebroken en #pro9860, de nieuwe partij van schepen Orville Cottenie, maakt een coalitie met Voluit (liberalen). Samen hebben ze 12 van de 23 zetels. Orville Cottenie is de stemmenkampioen van de coalitie en is automatisch burgemeester. Oud-burgemeester Johan Van Durme kwam niet meer op.

### Resultaten gemeenteraadsverkiezingen sinds 1976
| Partij of kartel     | Partij of kartel                         | 10-10-1976 | 10-10-1976 | 10-10-1982 | 10-10-1982 | 9-10-1988 | 9-10-1988 | 9-10-1994 | 9-10-1994 | 8-10-2000 | 8-10-2000 | 8-10-2006 | 8-10-2006 | 14-10-2012 | 14-10-2012 | 14-10-2018 | 14-10-2018 | 13-10-2024 | 13-10-2024 |
| Stemmen / Zetels     | Stemmen / Zetels                         | %          | 21         | %          | 21         | %         | 21        | %         | 21        | %         | 23        | %         | 23        | %          | 23         | %          | 23         | %          | 23         |
| -------------------- | ---------------------------------------- | ---------- | ---------- | ---------- | ---------- | --------- | --------- | --------- | --------- | --------- | --------- | --------- | --------- | ---------- | ---------- | ---------- | ---------- | ---------- | ---------- |
|                      | VU1/ CD&V+N-VAB/ ZorgSaamC               | 3,071      | 0          | 4,491      | 0          | -         |           | -         |           | -         |           | 47,55B    | 12        | 55,18B     | 14         | 50,0B      | 12         | 32,6C      | 8          |
|                      | CVP1/ CVP-SPA / CD&V+N-VAB/ ZorgSaamC    | 27,671     | 6          | 32,211     | 8          | 49,581    | 12        | 61,841    | 13        | 45,43A    | 11        | 47,55B    | 12        | 55,18B     | 14         | 50,0B      | 12         | 32,6C      | 8          |
|                      | SP1/ CVP-SPA                             | 7,461      | 1          | 10,41      | 1          | 5,581     | 0         | -         |           | 45,43A    | 11        | -         |           | -          | -          | -          |            | -          |            |
|                      | AGALEV1/ Groen!2/ Groen3                 | -          |            | 3,761      | 0          | 4,21      | 0         | -         |           | 11,181    | 2         | 8,422     | 1         | 11,033     | 2          | 16,03      | 3          | 14,33      | 3          |
|                      | GBO1/ S.V.V.O.3/ Open Vld plus4/ Voluit5 | 45,071     | 11         | 49,141     | 12         | 40,641    | 9         | 38,161    | 8         | 43,393    | 10        | 37,783    | 10        | 29,723     | 7          | 34,04      | 8          | 22,15      | 5          |
|                      | PVV2                                     | 16,732     | 3          | 49,141     | 12         | 40,641    | 9         | 38,161    | 8         | 43,393    | 10        | 37,783    | 10        | 29,723     | 7          | 34,04      | 8          | 22,15      | 5          |
|                      | #pro9860                                 | -          |            | -          |            | -         |           | -         |           | -         |           | -         |           | -          |            | -          |            | 27,0       | 7          |
|                      | Vlaams Belang                            | -          |            | -          |            | -         |           | -         |           | -         |           | 6,25      | 0         | 4,08       | 0          | -          |            | 4,1        | 0          |
| Totaal stemmen       | Totaal stemmen                           | 8507       | 8507       | 8898       | 8898       | 9273      | 9273      | 9641      | 9641      | 9740      | 9740      | 9963      | 9963      | 10175      | 10175      | 9.971      | 9.971      | 7.952      | 7.952      |
| Opkomst %            | Opkomst %                                |            |            |            |            | 97,36     | 97,36     | 96,83     | 96,83     | 95,69     | 95,69     | 97,09     | 97,09     | 96,18      | 96,18      | 95,9       | 95,9       | 71,9       | 71,9       |
| Blanco en ongeldig % | Blanco en ongeldig %                     | 1,3        | 1,3        | 1,79       | 1,79       | 2,08      | 2,08      | 3,58      | 3,58      | 4,13      | 4,13      | 2,63      | 2,63      | 2,58       | 2,58       | 3,0        | 3,0        | 1,0        | 1,0        |

De rode cijfers naast de gegevens duiden aan onder welke naam de partijen telkens bij een verkiezing opkwamen.

De zetels van de gevormde meerderheid staan vetjes afgedrukt. De grootste partij is in kleur.

## Bekende Oosterzelenaars
- Frans Van De Velde (1909-2002), missionaris
- Gustaaf kardinaal Joos (1923-2004), kardinaal
- Gerard Vekeman (1933), dichter
- Leen Persijn (1943), actrice en zangeres
- Johan Van Hecke (1954), politicus
- Walter Muls (1961), politicus
- Els De Temmerman (1962), journaliste, activiste
- Tom De Sutter (1985), voetballer
- Johan Taeldeman, taalkundige, dialectoloog, professor-emeritus UGent

## Partnersteden
- Oberkirch (Duitsland)

## Nabijgelegen kernen
Scheldewindeke, Landskouter, Gijzenzele, Anker, Sint-Lievens-Houtem